# Un garçon de chez Véry
Un garçon de chez Véry è uno spettacolo di vaudeville in un atto unico di Eugène Labiche, composto, pubblicato e rappresentato nel 1850.
La prima avvenne al Théâtre de la Montansier (Palais-Royal) di Parigi.

## Trama
Il vaudeville è basato su equivoci, scambi di persona e ostacoli. Due coniugi, i signori Gallimard, sono soliti incontrarsi con i rispettivi amanti, ovviamente all'insaputa l'uno dell'altra, nel medesimo ristorante, da cui prende il titolo l'opera. Qui vi lavora un cameriere, Antony, che per una serie di circostanze verrà assunto proprio nella casa dei coniugi adulteri: entrambi lo riconoscono e di qui si attuano una serie di peripezie per evitare che il cameriere riferisca alla moglie i tradimenti del marito e viceversa.

## Prima rappresentazione
Della prima rappresentazione ci sono pervenuti i nomi degli attori che agirono in scena: Levassor impersonava Antony, Amant era Anatole Gallimard, Valaire aveva il ruolo di Alexandre e la signorina Juliette Pelletier quello della signora Gallimard.